# Valentina Rodini
Valentina Rodini (Cremona, 28 de enero de 1995) es una deportista italiana que compite en remo.
Participó en dos Juegos Olímpicos de Verano, en los años 2016 y 2020, obteniendo una medalla de oro en Tokio 2020, en la prueba de doble scull ligero. Ganó cuatro medallas en el Campeonato Europeo de Remo entre los años 2020 y 2024.

## Palmarés internacional
| Juegos Olímpicos   | Juegos Olímpicos  | Juegos Olímpicos  | Juegos Olímpicos   |
| Año                | Lugar             | Medalla           | Prueba             |
| ------------------ | ----------------- | ----------------- | ------------------ |
| 2020               | Tokio (Japón)     | Medalla de oro    | Doble scull ligero |
| Campeonato Europeo |                   |                   |                    |
| Año                | Lugar             | Medalla           | Prueba             |
| 2020               | Poznań (Polonia)  | Medalla de plata  | Doble scull ligero |
| 2021               | Varese (Italia)   | Medalla de oro    | Doble scull ligero |
| 2022               | Múnich (Alemania) | Medalla de bronce | Doble scull ligero |
| 2024               | Szeged (Hungría)  | Medalla de bronce | Doble scull ligero |